# Hovs hallar

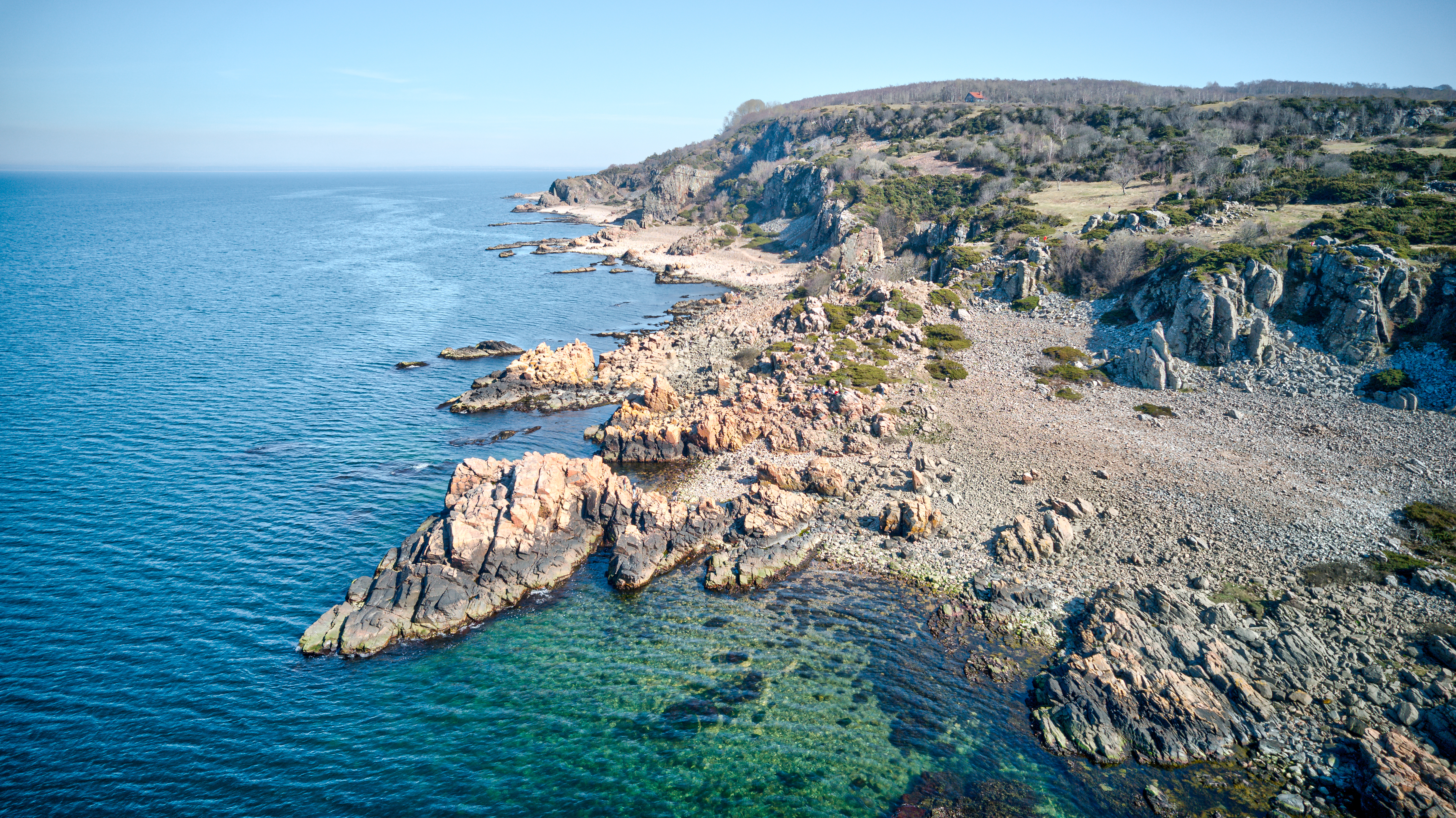
Hovs hallar.

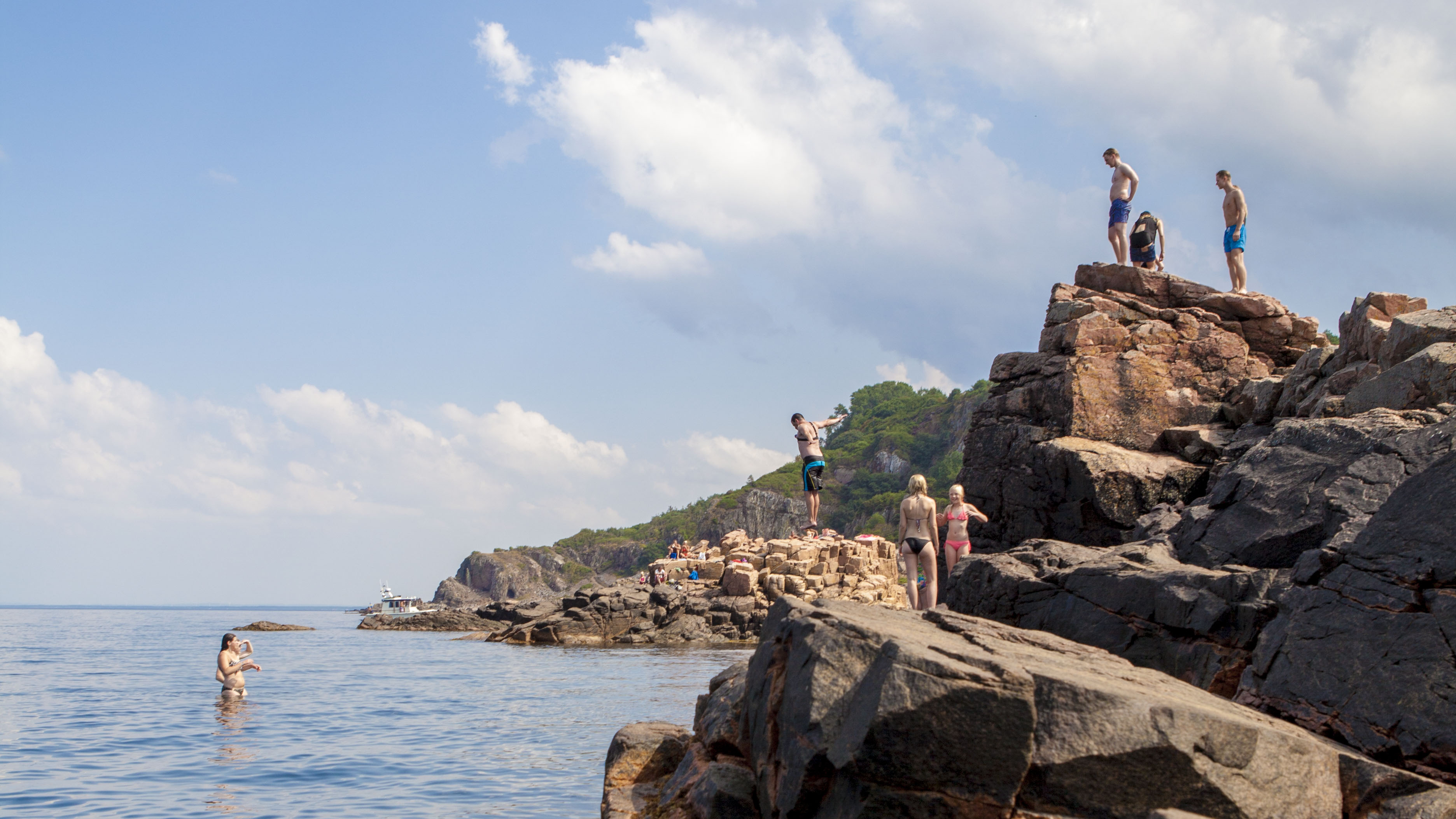
En badklippa vid Hovs hallar.

Hovs hallar är ett kustområde med dramatiska klippformationer på Bjärehalvöns norra del i nordvästra Skåne. Den utgör Hallandsåsens yttersta utlöpare i väster och ligger vid havet mellan Båstad och Torekov, som båda ligger på cirka 10 kilometers avstånd. Hovs hallar ingår i Bjärekustens naturreservat. 
Hallar är ett äldre namn för hällar (klippor), och har bland annat givit namn åt landskapet Halland. Vid Hovs hallar finner man bevis för havets nedbrytande (eroderande) kraft, där åsen får sin tvära avslutning i ett 1,5 kilometer långt klipparti med grottor och stenraukar. Hovs hallar ger ett vilt och ödsligt intryck. Grovhuggna stup faller ner mot klapperstensstränder. Vågor bryts i skumkaskader mot den rödaktiga urbergsgnejsen. Runt hällarna kryper enbuskar och björnbärssnår i täta mattor.
Hovs hallar är en bra lokal för havsfågelskådning. Blåsiga dagar kan vinddrivna Atlantfåglar som alkor, liror, labbar, stormsvalor, tretåiga måsar, stormfåglar och havssulor observeras här. År 2001 siktades en albatross vid Hovs hallar under sådana väderförhållanden. 
Vid Arilds port, en klippformation som blivit ett landmärke, störtar klipporna brant ned i havet. Här finns klippformationer från 10 meters höjd upp till hela 30 meter. Den populära badklippan, som är ensam i sitt slag, är mellan 4,5 och 5 meter hög. Vattnet nedan är ca 2,3m.
Den första scenen i Ingmar Bergmans film Det sjunde inseglet där riddaren Antonius Block (Max von Sydow) spelar schack med Döden (Bengt Ekerot) spelades in vid Hovs hallar. Även Jan Troells film Ingenjör Andrées luftfärd spelades delvis in här (som substitut för Svalbard), liksom delar av Ingmar Bergmans Vargtimmen och Arne Mattssons Salka Valka.
Skåneleden går igenom området. 

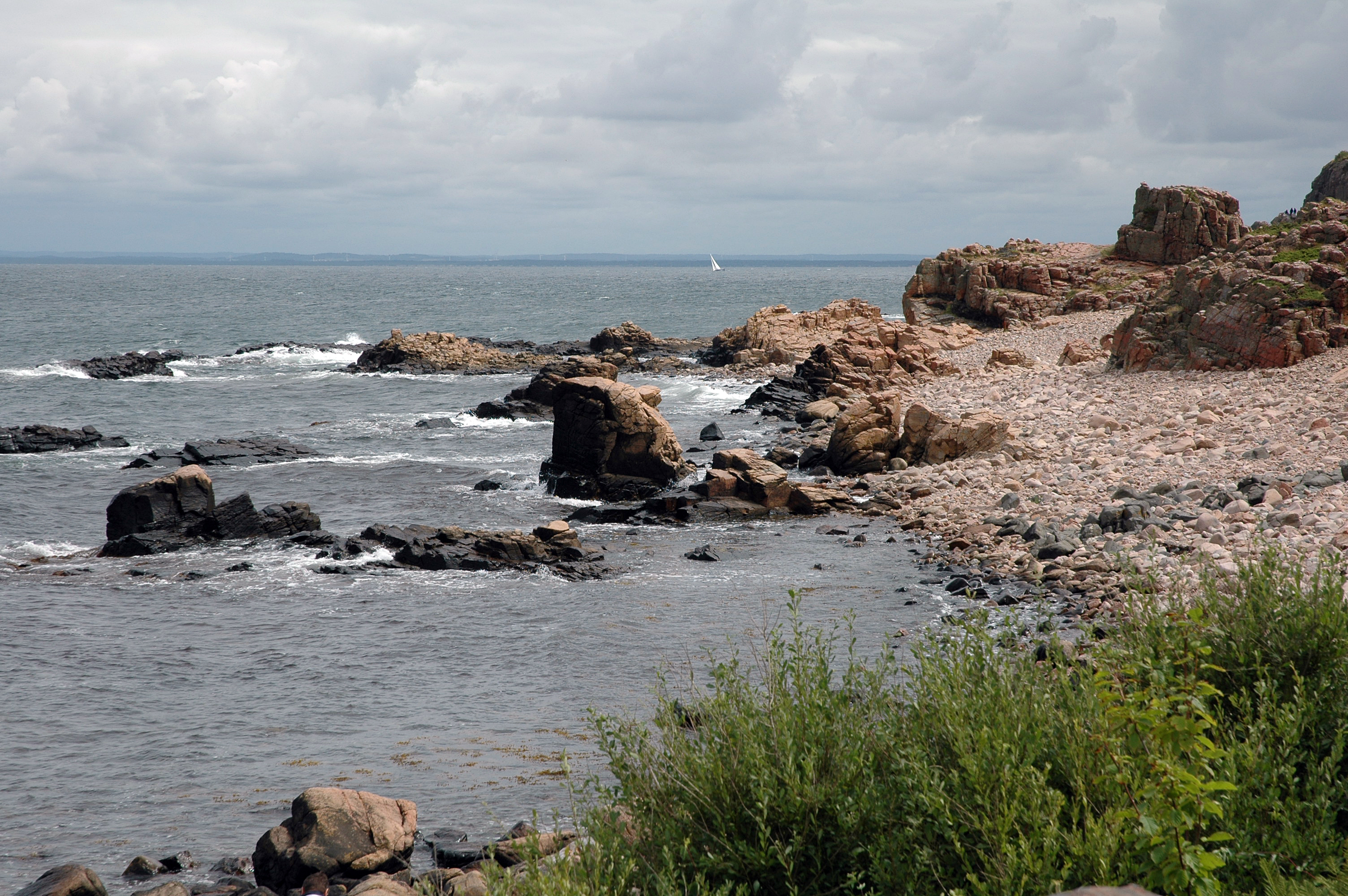
Några av klipporna med Laholmsbukten i bakgrunden
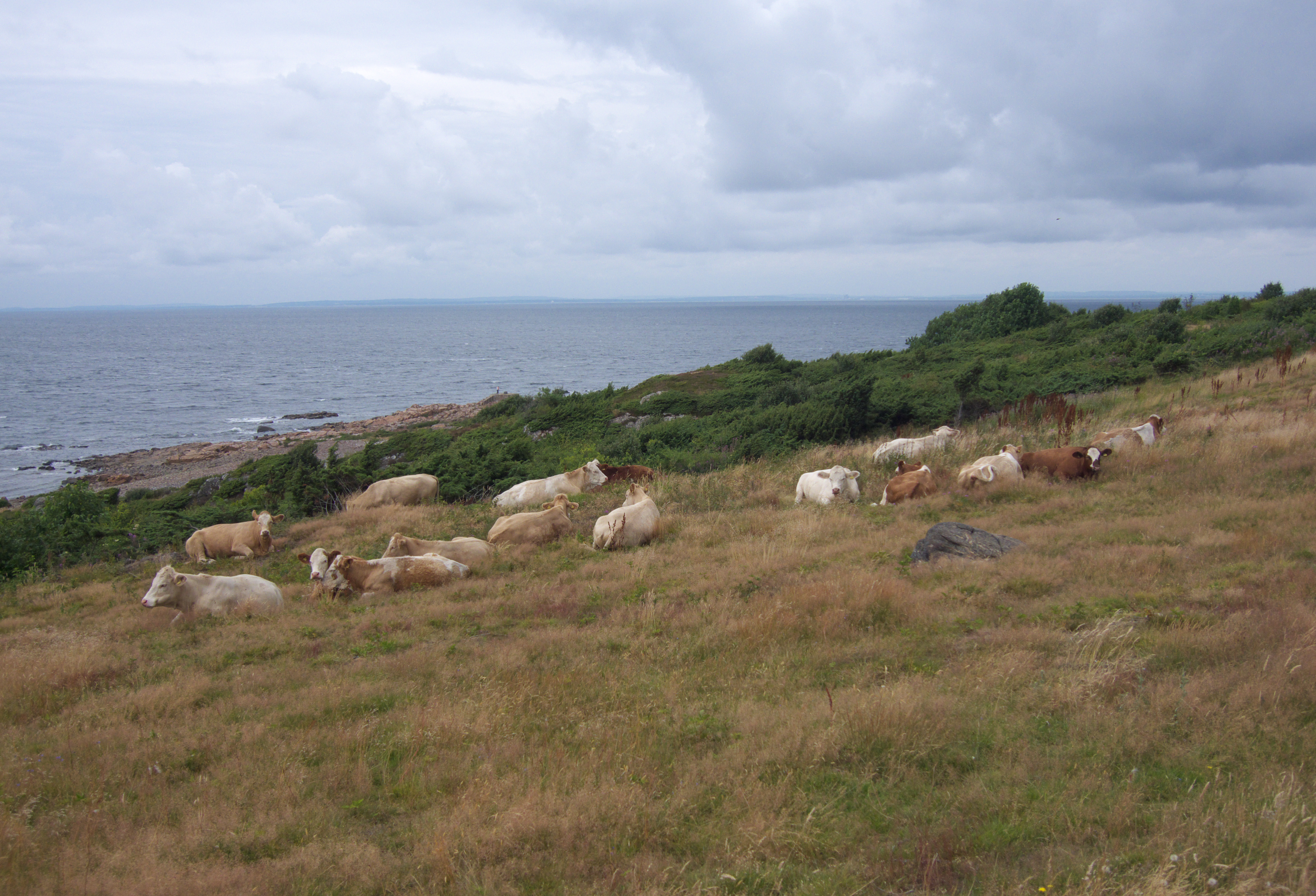
Kor i vila vid Hovs hallar
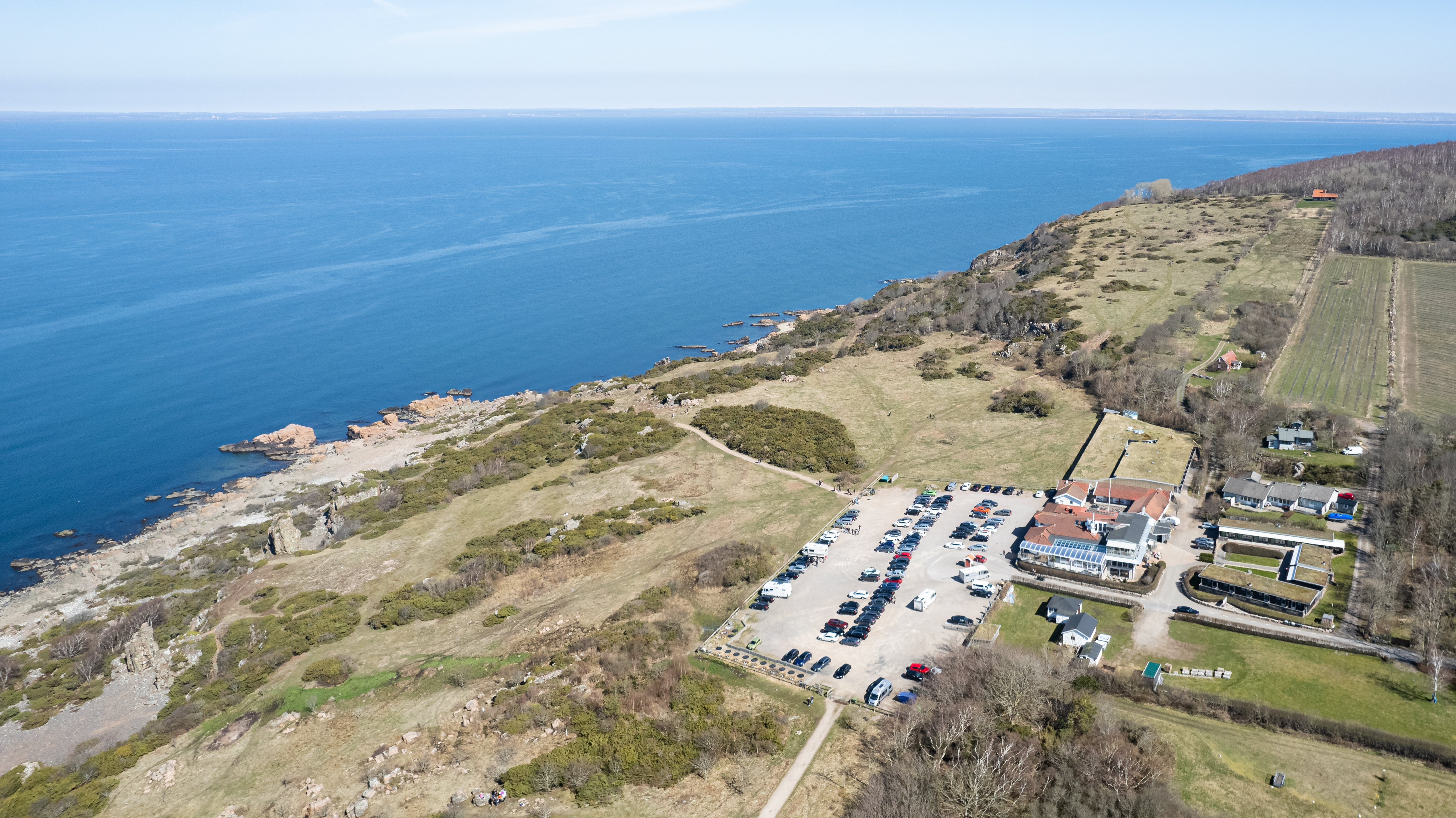
Vy ut över Laholmsbukten med hotell, restaurang och parkering i förgrunden